# Javier Imbroda
Francisco Javier Imbroda Ortiz, född 8 januari 1961 i Melilla, Spanien, död 2 april 2022, var en spansk baskettränare i Liga ACB och politiker. Han tjänstgjorde som ledamot av det andalusiska parlamentet sedan 2018. Han har också varit regional kultur- och idrottsminister.
Imbroda dog av prostatacancer i Málaga den 2 april 2022, 61 år gammal.